# Gerónimo Podestá
 (mars 2024).
Si vous disposez d'ouvrages ou d'articles de référence ou si vous connaissez des sites web de qualité traitant du thème abordé ici, merci de compléter l'article en donnant les références utiles à sa vérifiabilité et en les liant à la section « Notes et références ».
Gerónimo Podestá  Gerónimo Bartolomé Podestá ou Jerónimo Podestá, né en 1851 à Buenos Aires, mort le 5 août 1923 est un acteur et homme d'affaires de River Plate argentino-Paraguyen né à Buenos Aires mais baptisé à Montevideo. Membre de la famille Podesta, artistes de River Plata, avec ses frères José Podestá, Pablo Podestá et Antonio Podestá, les frères Podestá jettent les bases d'une dynastie de cirque et de théâtre appelée la Compagnie des Frères Podestá.

## biographie
Enfant de Pedro Podestá et María Teresa Torterolo, Gerónimo Podestá appartient à une famille d'acteurs et, est l'aîné des neuf frères Podestá. Ses parents propriétaires d'une épicerie à San Telmo (Buenos Aires), quittent la capitale argentine avec crainte à cause de rumeurs d'attaques contre des étrangers, retournant à Montevideo où ils étaient partis en 1846.
Gerónimo Podestá fait partie de la compagnie de cirque puis de théâtre de ses frères dirigée par le légendaire Pepe Podestá, qui conduit à une première de Juan Moreira, considérée comme la première pièce théâtrale du théâtre créole argentin, ainsi que Calandria de Martiniano Leguizamón. On attribue aux frères Podesta l'introduction du pericóné.
En 1901, l'entreprise est divisée et Gerónimo crée la sienne avec sa fille María, Blanca, Ana Arturo et José Fermín. Ils travaillent au Théâtre Libertad puis s'installent à La Comedia. En 1903, il crée Barranca Abajo et reprend M'hijo el dotor de Florencio Sánchez au théâtre Comedia et crée Crazy Summer de Gregorio de Laferrère au Teatro Argentino le 6 mai 1905. Eva Franco , qui deviendra une grande figure du au théâtre, a fait ses débuts dans ses bras à huit mois sur scène.
Il joue dans le film Retazo d'Elías Alippi avec Paulina Singerman. Avec son beau-frère Santiago Fontanilla, il inaugure le Théâtre National sur l'avenue Corrientes à Buenos Aires.
Marié avec la comédienne Ana Viscaent, il aura cinq enfants nés de cette union. Deux de ses filles sont les célèbres actrices María Podestá  et Blanca Podestá. Sa petite-fille Maria Esther Podestá est la fille de son fils José Francisco Podestá, administrateur de théâtre.

## Filmographie

### Acteur
- El cantor de Buenos Aires (1940)
- Juan Moreira (1936)
- Tararira (la bohemia de hoy) (1936)
- Ídolos de la radio (1934)

### Compositeur de musique
- La beata (1909)
- Abajo la careta (1904)